# عطسه

عمل عطسه کردن.

عطسه (برگرفته از زبان عربی) یا شِنوسَک یا شِنوسه (به فارسی) و (به انگلیسی: sneeze)، (به آلمانی: Niesung) است که نوعی واکنش دفاعی بدن (رفلکس) به مواد محرک تنفسی، یا برای جلوگیری از التهاب مجرای تنفسی، و یا برای دفع ترشحات در هنگام بیماری می‌باشد. مکانسیم عطسه خروج سریع هوای بازدمی بر اثر انقباض عضلات تنفسی است.

## رفلکس عطسه

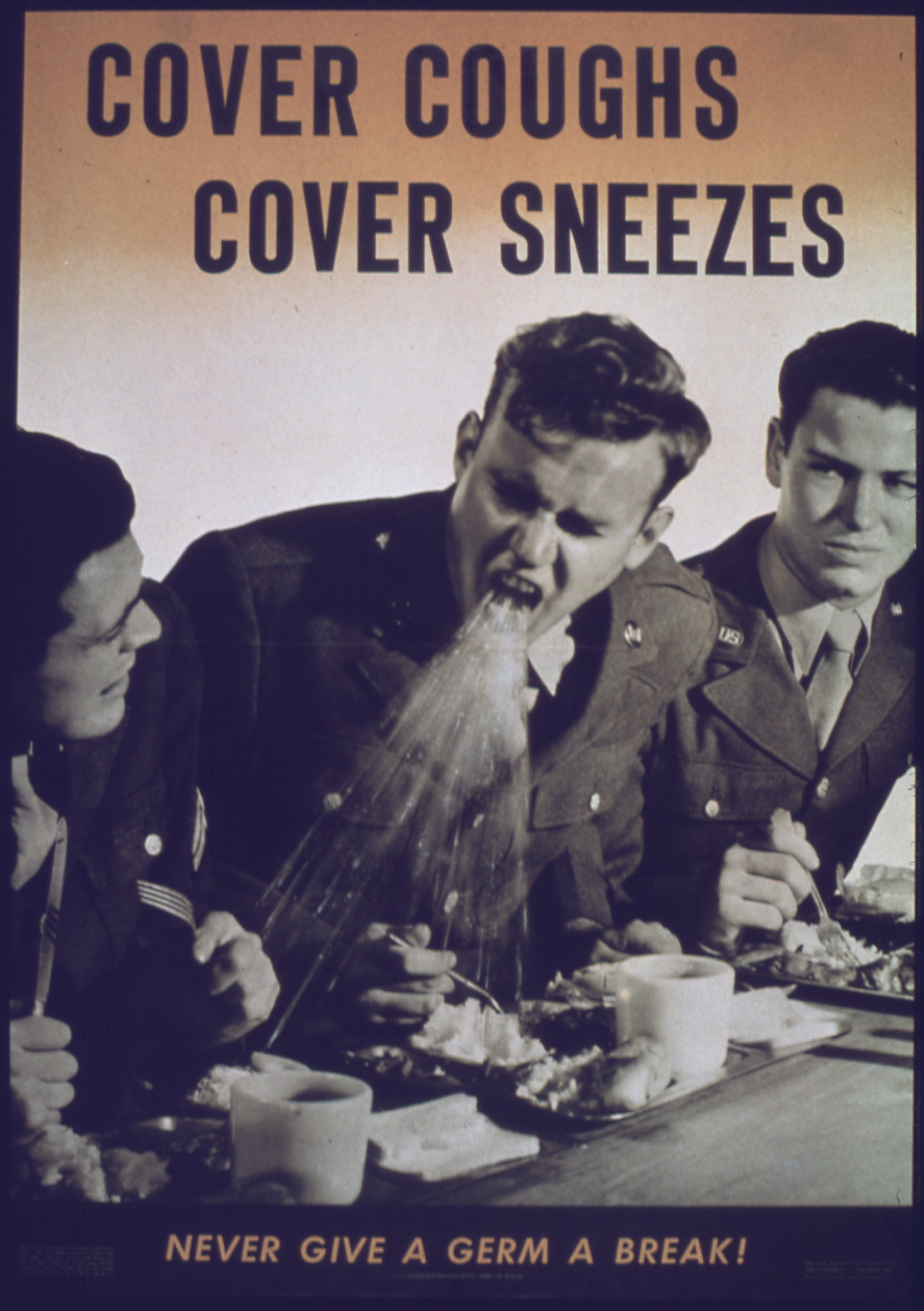
پوستر راهکار های سلامتی ؛ جنگ جهانی دوم - آمریکا با شعار پوشاندن صورت هنگام سرفه و عطسه

رفلکس عطسه بسیار شبیه سرفه است به استثنای اینکه به جای مجرای تنفسی تحتانی مربوط به مجرای بینی است. محرک ایجادکننده رفلکس عطسه در مجرای بینی است و ایمپالس‌های آوران از طریق عصب پنجم به پیاز مغز تیره می‌روند که در آنجا رفلکس عطسه تحریک می‌شود. به این ترتیب مقدار زیادی هوا به سرعت از طریق بینی عبور می‌کند و به این ترتیب به پاک کردن مجرای بینی از مواد خارجی کمک می‌کند.
زمانی که عطسه روی می‌دهد قفسه سینه شدیداً منقبض می‌شود. در همان زمان گلوت بسته می‌شود به‌طوری‌که تا قبل از باز شدن گلوت، هوا با فشار زیادی در پشت آن جمع می‌شود این حالت انفجاری هوا مقدار زیادی از ترشحات و مواد خارجی مانند میکروب‌ها را پاک می‌کند و آن‌ها را با فشار خارج می‌سازد. البته متأسفانه این رفلکس دفاعی خوب بدن مانند سرفه باعث گسترش بیماری به دیگران می‌شوند.مایع خارج شده از دهان فسفر میباشد.

## پاسخ کلامی اطرافیان به عطسه
در فرهنگ‌های مختلف، اطرافیان فرد عطسه کننده در لحظه وقوع عطسه با عبارت‌هایی دوستانه سلامتی و نیکبختی فرد را خواستار می شوند. در زبان فارسی این پاسخ با عبارت "عافیت باشد" بیان می شود.
همچنین در فرهنگ فارسی مرسوم است پس از عطسه می گویند "صبر آمد" و اشاره به درنگ در انجام کار پس از عطسه دارد.

### عافیت باشد
عافیت باشد (در فرهنگ سنتی: عافیت باشه) یک اصطلاح در زبان فارسی به معنای آرزوی سلامتی برای طرف مقابل است که در موقعیت‌های مختلف به خصوص بعد از عطسه کردن و استحمام به فرد عطسه کننده یا فردی که تازه از حمام فارغ شده، گفته می‌شود. گفتن این لفظ به معنی احترام و همزمان نشان دادن محبت و دوستی است و گوینده آرزو می‌کند که نشانه رویت شده (مثلاً عطسه کردن) به عدم سلامتی یا بیماری فرد مقابل ختم نشود.

## واژه‌شناسی
عطسه واژه عربی است و در فارسی آن را شنوسک یا شنوسه گویند.

### در زبان‌های دیگر
در بیشتر فرهنگ‌ها اطرافیان در پاسخ به کسی‌ که عطسه کرده، آرزوی سلامتی‌ و برآورده شدن آرزوها را با لفظی دوستانه ارائه می کنند.
- در زبان فارسی بعد از عطسه کردن، به فرد عطسه کننده عبارت "عافیت باشد" را استفاده می‌کنند و در پاسخ "سلامت باشید" را می‌گویند.

- در زبان انگلیسی‌ بعد از عطسه کردن، به فرد عطسه کننده عبارت "God Bless You" به معنی‌  "خدا تو را حفظ کند" می‌گویند.
- در زبان عربی‌ "صحة" و در فرهنگ اسلامی، "يرحمكم الله" به معنی‌ "پروردگار شما را رحمت کند" به کسی‌ که عطسه کرده گفته می‌شود. توصیه شده که فرد عطسه کنند پروردگار را پس از عطسه شکر کند.[۶]
- در فرانسوی پاسخ به عطسه با لفظ à vos souhaits به معنی‌ "آرزوهایت برآورده شود" صورت می‌گیرد.
- در زبان محلی ایرلندی "sláinte" به معنی‌ "سلامتی خوب" به فرد عطسه کنند گفته می‌شود.
- در آلمانی‌ "Gesundheit" به معنی‌ "سلامتی" به فرد عطسه کننده گفته می‌شود.
- در عبری پاسخ به عطسه با لفظ "לבריאות" به معنی‌ "سلامتی" صورت می‌گیرد.
- در ایتالیایی اطرافیان salute و در اسپانیایی salud به معنی‌ "سلامتی" به کسی‌ که عطسه کرده می‌گویند.

## چه عواملی موجب عطسه کردن می‌شوند؟
عوامل بسیاری همچون:
- سرماخوردگی ساده
- مواد آلرژی‌زا
- محرک‌های فیزیکی
- عوامل زیست‌محیطی
- سرمای هوا
- نور خورشید

می‌توانند موجب ایجاد عطسه کردن شوند. این عمل زمانی اتفاق می‌افتد که بافت پوششی تنفسی که یک لایه سلولی پوشاننده دیواره داخلی بینی است، تحریک شده و مغز نیز این واکنش را نشان می‌دهد.